# 凹叶木蓝
凹叶木蓝（学名：Indigofera emarginata）为豆科木蓝属下的一个种。

## 扩展阅读
維基物種上的相關：凹叶木蓝